# Eugène Millet
Pour les articles homonymes, voir Millet.

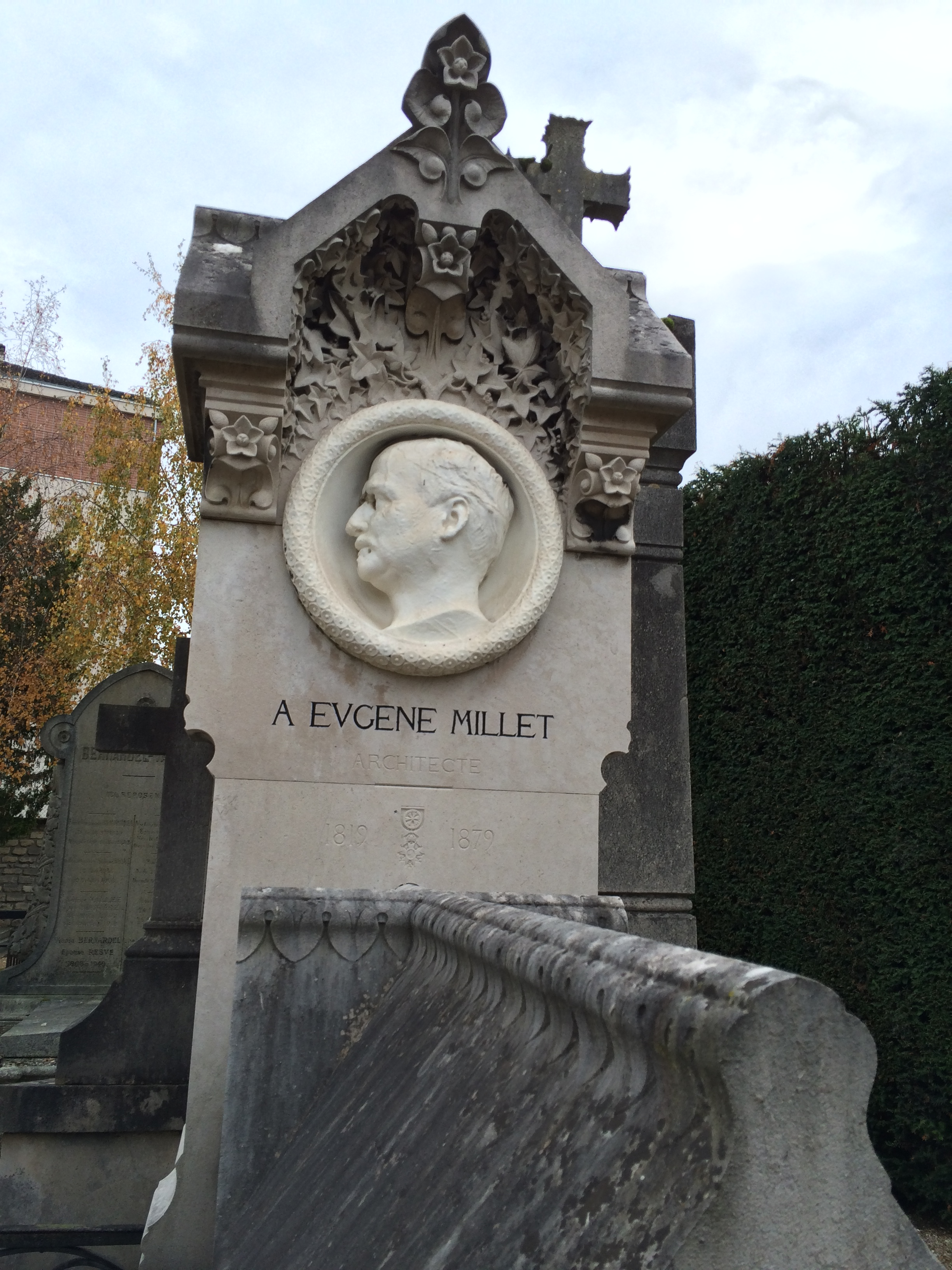
Sépulture d'Eugène Millet au cimetière de Saint-Germain-en-Laye (78), dessinée par Viollet-le-Duc, et ornée d'un médaillon par Henri Chapu

Eugène Millet, né à Paris le 21 mai 1819, mort à Cannes (Alpes-Maritimes) le 
20 février 1879, est un architecte français.

## Biographie
Il entre à l'École des Beaux-Arts en 1837, il y fut l'élève de Viollet-le-Duc, de Labrouste et de Gentilhomme. Il quitte l'école en 1842 et réalise un Tour de France pour terminer sa formation. En 1847, il devient l'adjoint de Viollet-le-Duc pour le service des monuments historiques. À partir de 1848, il devient architecte diocésain pour les édifices de Troyes et de Châlons-sur-Marne, avant de participer à la commission nationale des monuments historiques, où il travaille à la restauration de nombreuses églises, dont les églises de Saint-Menoux, Souvigny, Ébreuil, Provins, Paray-le-Monial, Lisieux, etc.
En 1855, il est nommé architecte du château de Saint-Germain-en-Laye qui est en très mauvais état, chargé de faire disparaître tous les aménagements que le Ministère de la guerre avait installés pour l'utilisation comme école de cavalerie, puis comme pénitencier, notamment entre 1836 et 1855 les cloisons formant des cellules et des cachots. En 1857, il fait savoir que le château est nettoyé. Il entreprend alors, à la demande de Napoléon III, sa restauration complète et sa transformation en musée. Son parti a été de restituer le mieux possible dans sa forme construite sous François Ier, et pour cela de démolir les pavillons d'angles construits par Mansart. Au-dessus de la porte du musée, une plaque commémore ce chantier qui a continué après sa mort jusqu'en 1906 grâce à ses nombreux dessins.
En 1857, il succède à Lassus pour l'agrandissement de la cathédrale de Moulins.
En 1874, il succède à Viollet-le-Duc pour terminer les travaux des cathédrales de Reims et de Clermont-Ferrand, il remplaça également Henri Labrouste au poste d'inspecteur général des édifices diocésains.
Nommé chevalier de la Légion d'honneur en 1857, il est promu officier le 7 août 1867.
Décédé à Cannes, son tombeau est visible au cimetière ancien de Saint-Germain-en-Laye, dans la partie droite en entrant. Ce tombeau, dessiné par son maître Viollet-le-Duc (son portrait en médaillon est l'œuvre d'Henri Chapu), est aussi la dernière œuvre de ce dernier qui est mort peu après.